# Trachypithecus geei
Entelle doré, langur doré, Semnopithèque de Gee
Espèce
Statut de conservation UICN

 EN A2c; C2a(i) : En danger
L'entelle doré,, ou langur doré, ou encore semnopithèque de Gee (Trachypithecus geei) est une espèce qui fait partie des mammifères Primates. C'est un singe en danger de disparition de la famille des Cercopithecidae.

## Description
Le langur doré a une longueur de corps et tête de 49 cm, une queue de 71 cm et une masse de 10 kg.

Entelle doré - Langur doré
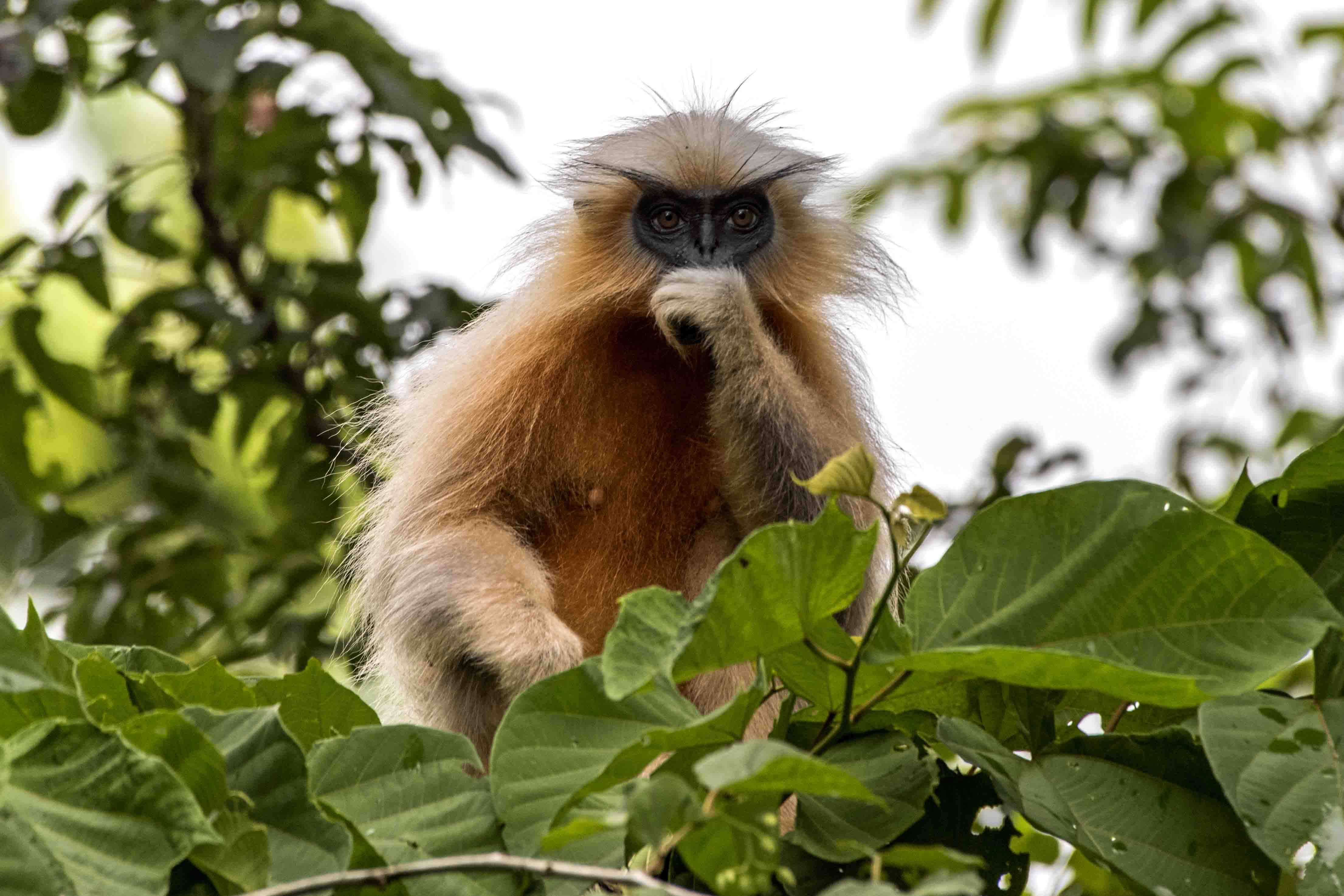
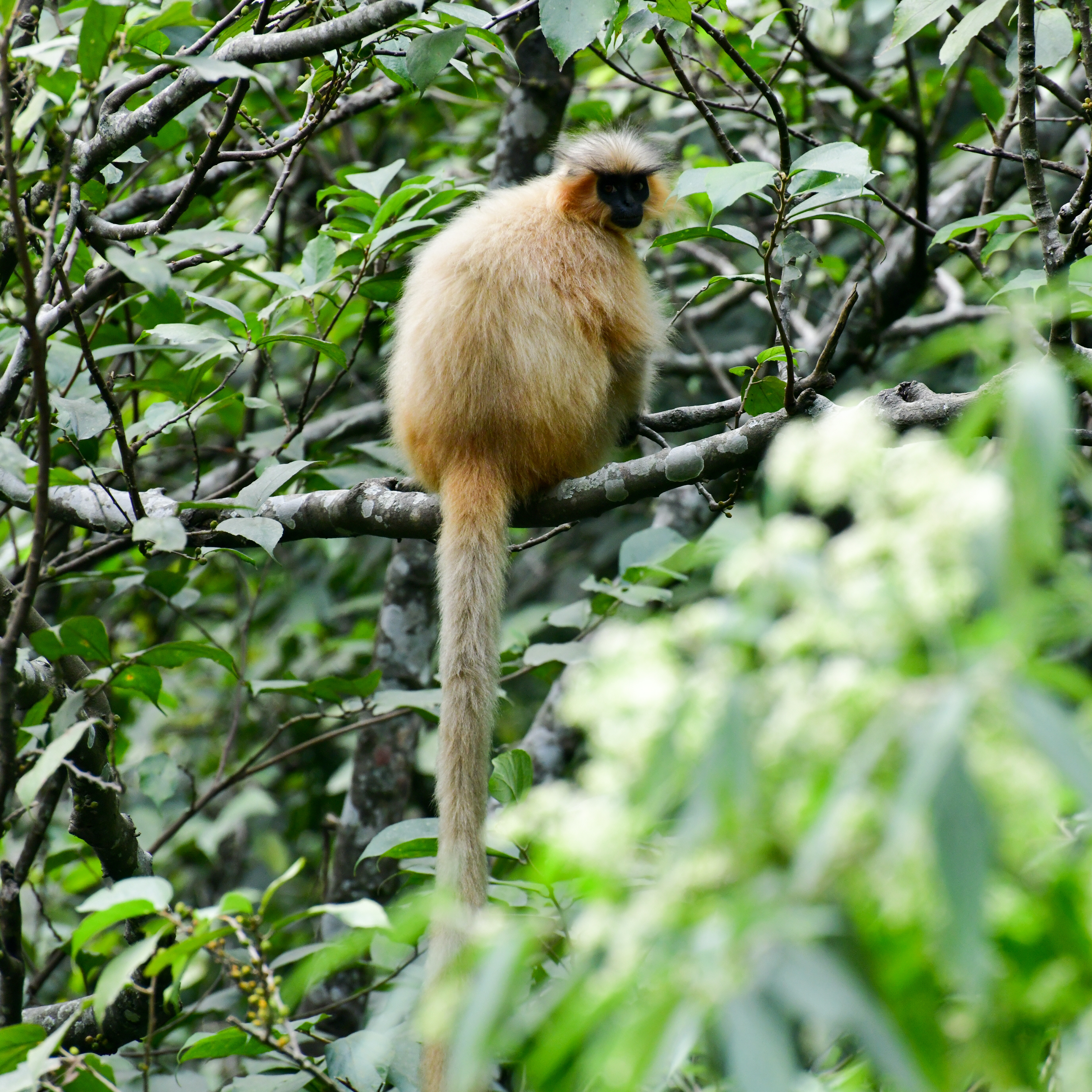
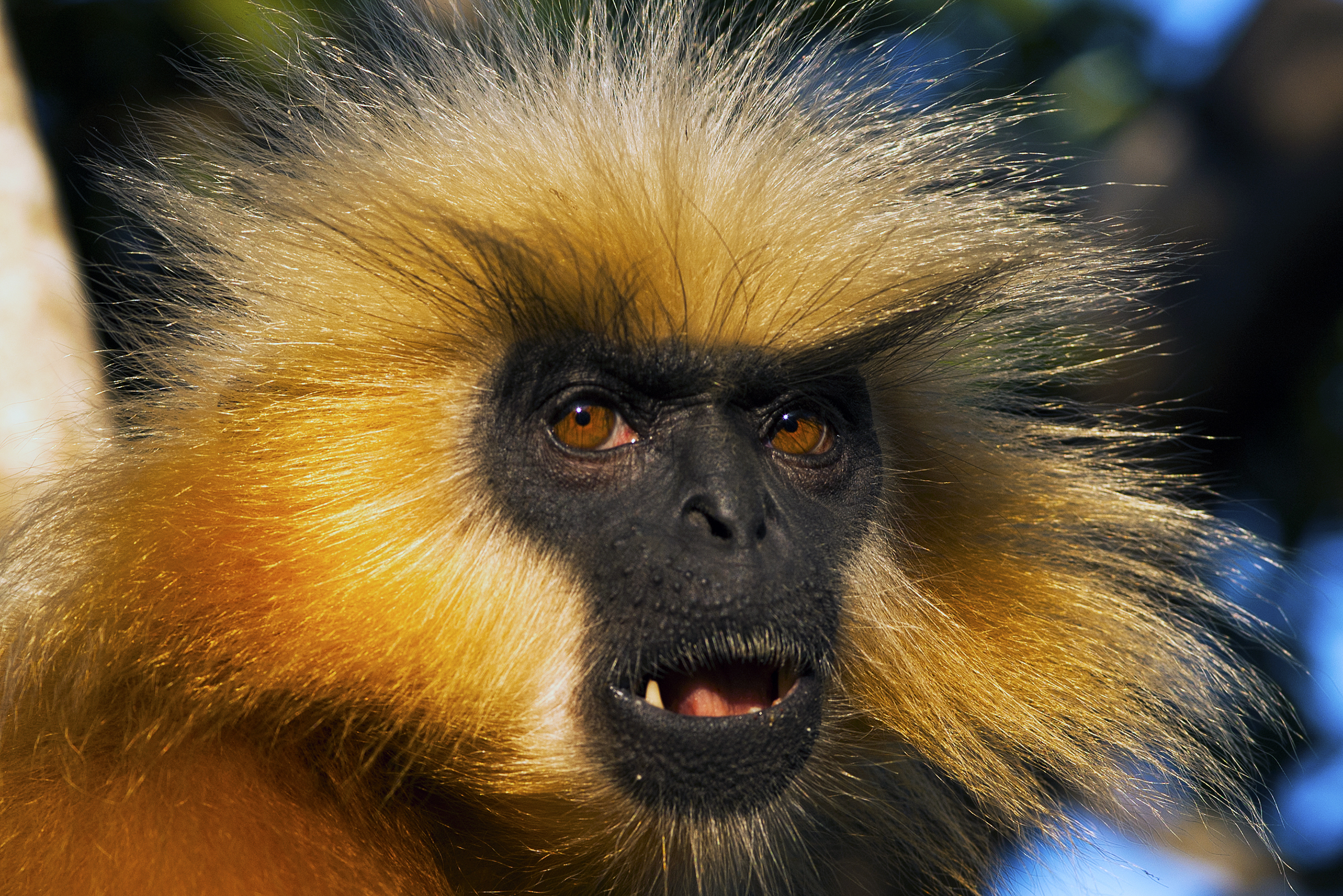

## Répartition

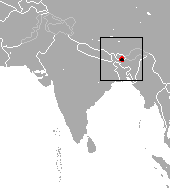
Répartition de l'entelle doré (en rouge) et son extinction (en noir).

Cet entelle, très rare, ne se trouve plus que dans le nord-est de l'Inde à la frontière avec le Bhoutan.

## Liste des sous-espèces
Selon Mammal Species of the World (version 3, 2005)  (23 mars 2011) :
- sous-espèce Trachypithecus geei bhutanensis Wangchuk, 2003
- sous-espèce Trachypithecus geei geei Khajuria, 1956

## Menaces et conservation
Le langur doré est une des 21 espèces de primates d'Asie à avoir été incluse entre 2000 et 2020 dans la liste des 25 espèces de primates les plus menacées au monde (depuis 2016 : 2016 ; 2018).